# Joan Morral i Tarrés
|  | No s'ha de confondre amb Joan Morral i Pelegrí. |

Joan Morral i Tarrés   (Barcelona, 29 de juny de 1921 - Barcelona, 5 d'octubre de 2022) fou un futbolista català de la dècada de 1940.

## Trajectòria
Es formà al club Tres Torres, d'on fou captat pel FC Barcelona, on jugà a l'infantil, juvenil, amateur i reserva. El 1937, amb 17 anys debutà amb el primer equip, i el 1938 es proclamà campió de la lliga catalana.
Formà part del cos de carrabiners de l'exèrcit republicà (que eren coneguts amb el nom Leones Rojos, on també jugà partits de futbol benèfica en favor d'hospitals i la lluita antifeixista.
La temporada 1939-40 formà part de la plantilla del RCD Espanyol, amb qui disputà diversos partits del campionat de Catalunya, però no debutà ni a la lliga ni a la copa. A continuació jugà al CE Europa, on jugà en dues etapes, entre les quals fou jugador de la UE Figueres entre 1942 i 1945 (on complia amb el servei militar). Els seus darrers clubs foren la UE Tàrrega i el CF Vilanova. Una greu lesió al genoll dret, mentre jugava al Tàrrega, precipità la seva retirada amb només 28 anys.

## Palmarès
FC Barcelona
- Lliga Catalana de Futbol:
  - 1938

RCD Espanyol
- Campionat de Catalunya de futbol:
  - 1939-40